# Kokkolan Tiikerit
Kokkolan Tiikerit – fiński męski klub siatkarski z Kokkoli. Założony został w 1974 roku, lecz z powodu rozwiązania ponownie reaktywowany w 2008 roku. Po reaktywacji klub powrócił do "elity" w sezonie 2011/2012. Po zakończeniu kariery reprezentacyjnej graczem klubu z Kokkoli był mistrz olimpijski z Montrealu Włodzimierz Sadalski. W sezonie 2011/2012 w klubie występował Adrian Szlubowski.

## Sukcesy
Mistrzostwo Finlandii:
- 2013, 2015, 2016
- 2014
- 2021

Puchar Finlandii:
- 2013, 2014, 2015

## Bilans sezon po sezonie
| Sezon     | Rozgrywki ligowe | Puchar Finlandii | Europejskie puchary          | Osiągnięcie |
| Sezon     | Miejsce          | Puchar Finlandii | Europejskie puchary          | Osiągnięcie |
| --------- | ---------------- | ---------------- | ---------------------------- | ----------- |
| 2010/2011 | 1. miejsce       | 1/8 finału       |                              |             |
| 2011/2012 | 12. miejsce      | II runda         |                              |             |
| 2012/2013 | 1. miejsce       | ćwierćfinał      |                              |             |
| 2013/2014 | 2. miejsce       | 1. miejsce       | Puchar CEV                   | 1/16 finału |
| 2013/2014 | 2. miejsce       | 1. miejsce       | Puchar Challenge             | 1/8 finału  |
| 2014/2015 | 1. miejsce       | 1. miejsce       | Puchar CEV                   | 1/16 finału |
| 2014/2015 | 1. miejsce       | 1. miejsce       | Puchar Challenge             | III runda   |
| 2015/2016 | 1. miejsce       | 1. miejsce       | Puchar CEV                   | 1/8 finału  |
| 2016/2017 | 5. miejsce       | półfinał         | Liga Mistrzów – kwalifikacje | II runda    |
| 2016/2017 | 5. miejsce       | półfinał         | Puchar CEV                   | 1/16 finału |
| 2017/2018 | 9. miejsce       | 3. runda         |                              |             |
| 2018/2019 | 7. miejsce       | ćwierćfinał      |                              |             |
| 2019/2020 | –                |                  |                              |             |
| 2020/2021 | 3. miejsce       | ćwierćfinał      | Puchar Challenge             | 1/16 finału |
| 2021/2022 | 5. miejsce       | finał            |                              |             |
| 2022/2023 | 7. miejsce       | ćwierćfinał      | Puchar Challenge             | 1/16 finału |
| 2023/2024 | 5. miejsce       | półfinał         |                              |             |
| 2024/2025 |                  | ćwierćfinał      |                              |             |

- Ze względu na pandemię wirusa SARS-CoV-2 rozgrywki ligowe w sezonie 2019/2020 zostały przerwane

Poziom rozgrywek:
     najwyższy ogólnokrajowy
     drugi
     trzeci
     czwarty